# オーウェン・マセコ
オーウェン・マセコ（Owen Maseko 、1975年8月24日 - ）は、ジンバブエの画家。

## 人物
2010年3月にブラワヨのジンバブエ国立美術館にマタベレランドでのンデベレ人の虐殺をテーマにした展覧会を開いたところ、扇動罪によりロバート・ムガベの治安維持軍によって逮捕された。美術館の館長であったヴォティ・テーベもともに逮捕されていたが、逮捕された週末明けに解放されている。
2010年に創造の自由賞(en:Freedom to Create Prize)の候補に挙げられている。